# Fighera
Fighera (in croato Figarolica) è un isolotto disabitato della Croazia, situato lungo la costa occidentale dell'Istria, a nord del canale di Leme.
Amministrativamente appartiene al comune di Orsera, nella regione istriana.

## Geografia
Fighera si trova di fronte al capo Sakov rt, a nordovest di val Soline o Saline (uvala Soline) e a sudovest dell'insenatura di Valcanella (uvala Vankanela). Nel punto più ravvicinato, dista 170 m dalla terraferma (Sakov rt).
Fighera è uno scoglio rotondo che misura 65 m di diametro, ha una superficie di 3760 m² e uno sviluppo costiero di 0,226 km.

### Isole adiacenti
- Isole Salomone (otoci Salamun), coppia di isolotti 390 m a sudest di Fighera.
- Tufo (Tuf), scoglio situato 330 m a nordovest di Fighera.
- Tondo Grande (Gusti Školj), scoglio tondo posto 900 m a ovest di Fighera.
- La Calle (Lakal), scoglio ovale 435 m a sudovest di Fighera.

### Cartografia
- (HR) Mappa topografica della Croazia 1:25000, su preglednik.arkod.hr.